# Silver Wind
Silver Wind es un pequeño crucero operado por Silversea Cruises, una línea de cruceros de lujo. Este barco entró en servicio en 1995 y es el segundo barco de su clase. El primero es su barco hermano Silver Cloud, en servicio desde 1994. Tiene una capacidad total para 296 huéspedes.

## Centro de operaciones
Desde finales de 2021, el puerto base de este crucero es la ciudad de Punta Arenas, ubicada en el estrecho de Magallanes en la zona de la Patagonia, Chile.